# アリス (アヴリル・ラヴィーンの曲)
「アリス」（英: Alice）は、カナダのシンガーソングライターであるアヴリル・ラヴィーンによるオルタナティブ・ロック。2010年の映画『アリス・イン・ワンダーランド』のサウンドトラック『オールモスト・アリス』にも収録されている。本作は、映画の主人公のアリスの立場から歌われたミッドテンポバラードである。ラヴィーンによると、自らディズニー幹部社員とティム・バートン監督にサウンドトラックへの参加を持ちかけ、歌詞を書いたという。ブッチ・ウォーカーによってプロデュースされ、ラヴィーンの元夫デリック・ウィブリーが編曲する。
歌は2010年1月27日に、ライアン・シークレストのラジオ番組『On Air with Ryan Seacrest』で初公開された。サウンドトラックは3月2日に発売されるが、本曲のみが1月31日よりアヴリル・ラヴィーンのMySpaceで公開されている。

## ミュージック・ビデオ
ラヴィーンは2010年1月26日と27日に『アリス』のためにミュージックビデオを撮った。ビデオは、デイヴ・メイヤーズが監督し、2月前半に公開された。黒いドレスを着て森林を歩く映像であるという。

## 公開史
| リージョン | 日付          | フォーマット           |
| ---------- | ------------- | ---------------------- |
| 全世界     | 2010年1月27日 | ラジオ・プレミア       |
| アメリカ   | 2010年1月29日 | デジタル・ダウンロード |
| アメリカ   | 2010年2月2日  | Top40 Mainstream radio |